# Kanon (entreprise)
Pour les articles homonymes, voir Kanon.
Kanon, aussi appelée Kanon Loading Equipment, est une société néerlandaise spécialisée dans le matériel de chargement de liquide.